# Travis Mahoney
Travis Mahoney, né le 24 juillet 1990 à Box Hill, est un nageur australien.

## Carrière
Travis Mahoney fait ses débuts internationaux lors des championnats du monde en petit bassin 2012 où il atteint la finale du 200 m dos, qu'il achève à la septième position et remporte la médaille de bronze au relais 4 × 100 m nage libre avec Tommaso D'Orsogna, Kyle Richardson et Kenneth To et celle d'argent pour sa participation aux séries du relais 4 × 200 m nage libre dont les Australiens termineront deuxième de la finale. 
En 2014, il participe aux Jeux du Commonwealth (6e du 400 m quatre nages) et aux Championnats pan-pacifiques.

## Palmarès

### Championnats du monde

#### Petit bassin
- Championnats du monde 2012 à Istanbul ( Turquie) :
  -  Médaille d'argent du relais 4 × 200 m nage libre[1].
  -  Médaille de bronze du relais 4 × 100 m nage libre.